# Lithofracteur
Lithofracteur ist ein spezielles Substanzgemisch, das als Sprengstoff von der Kölner Sprengstofffabrik Gebrüder Krebs & Co patentiert und ca. 1870 in den Handel gebracht wurde. Bekannt unter dieser Bezeichnung war die Mischung aber mindestens seit 1860.
Die Zusammensetzung des Gemischs ist eine Abwandlung der Dynamit-Rezeptur von Alfred Nobel, mit dem Ziel, eine bessere Sprengwirkung als herkömmliches Dynamit zu erzielen. Die Bestandteile sind Nitroglyzerin, Sägemehl, Kieselgur und Bariumnitrat. Dabei wurde der Vorschlag von R. J. Wagner und des belgischen Kapitäns Wynanta aufgegriffen, das ursprünglich als Sauerstoffquelle enthaltene Kaliumnitrat durch Bariumnitrat zu ersetzen. Für die Mischung waren auch die Bezeichnungen Saxifragin- oder Newton-Pulver gebräuchlich.
Der Name Lithofracteur bedeutet auf Deutsch etwa Steinbrecher, Saxifragaceae ist die botanische Bezeichnung für die Steinbrechgewächse.
Lithofracteur wurde vom Attentäter beim Anschlag auf die Mosel (Mosel) eingesetzt.